# Nazionale femminile di calcio della Corea del Sud
La nazionale di calcio femminile della Corea del Sud (in coreano 대한민국 여자 축구 국가대표팀?, Daehanmin-guk yeoja chukgu gukgadaepyonimLR) è la rappresentativa calcistica femminile internazionale della Corea del Sud, gestita dalla locale federazione calcistica (KFA).
In base alla classifica emessa dalla FIFA il 13 dicembre 2024, la nazionale femminile occupa il 20º posto del FIFA/Coca-Cola Women's World Ranking.
Come membro dell'Asian Football Confederation (AFC) e dell'EAFF, partecipa a vari tornei di calcio internazionali, ai giochi olimpici estivi, al campionato mondiale FIFA, alla Coppa d'Asia, alla coppa dell'Asia orientale femminile e ai tornei a invito come l'Algarve Cup o la Cyprus Cup.

## Storia

### 1949-2002: l'inizio
In meno di un anno l'istituzione del governo della Corea del Sud è stato fondato nel 1948. Il primo incontro ufficiale di disputò a Seoul tra il 28 e 29 giugno 1949. Il basket e la pallavolo hanno ottenuto un riconoscimento attraverso il pubblico, il calcio per le donne non era ancora attraente. Di conseguenza, le squadre femminili sono state sciolte subito dopo l'evento.
Il calcio fu adottato ai Giochi Olimpici del 1990 a Pechino e decisero di formare una squadra femminile con atlete di altri sport e di inviare la squadra ai Giochi. Tuttavia, i college e le aziende hanno iniziato a lanciare squadre di calcio femminile negli anni '90 e il primo evento nazionale annuale di calcio femminile, la Queen's Cup, si è tenuto nel 1993.
Il ministero sudcoreano, responsabile dello sport ha sponsorizzato la fondazione di nuove squadre e tornei per squadre femminili delle scuole superiori, squadre universitarie e squadre aziendali. Nel 2001, fu fondata la Korea Women's Football Federation (KWFF), come organizzazione indipendente in associazione con la Korea Football Association (KFA).

### 2003-2013: Primo mondiale e il declino
La Corea del Sud ha concluso al terzo posto l'AFC Women's Championship del 2003 e si è qualificata per la Coppa del Mondo per la prima volta. La Corea del Sud è stata inserita nel gruppo B con Norvegia, Francia e Brasile. Contro la Norvegia è stato segnato il primo il goal da Kim Jin-hee. Nel 2011, però non furono qualificate per la Coppa mondiale femminile FIFA.

### 2015: Secondo mondiale
Sono stati sorteggiati nel Gruppo E con Brasile, Spagna e Costa Rica. In questo gruppo hanno perso la prima (2-0), pareggiata la seconda (2-2) e vinta la terza (2-1).

## Partecipazione ai tornei internazionali
Legenda: Grassetto: Risultato migliore, Corsivo: Mancate partecipazioni

## Statistiche dettagliate sui tornei internazionali

### Campionato mondiale
| Anno | Luogo                    | Piazzamento      | V | N | P | Reti |
| ---- | ------------------------ | ---------------- | - | - | - | ---- |
| 1991 | Cina                     | Non qualificata  | - | - | - | -    |
| 1995 | Svezia                   | Non qualificata  | - | - | - | -    |
| 1999 | Stati Uniti              | Non qualificata  | - | - | - | -    |
| 2003 | Stati Uniti              | Fase a gironi    | 0 | 0 | 3 | 1:11 |
| 2007 | Cina                     | Non qualificata  | - | - | - | -    |
| 2011 | Germania                 | Non qualificata  | - | - | - | -    |
| 2015 | Canada                   | Ottavi di finale | 1 | 1 | 2 | 4:8  |
| 2019 | Francia                  | Fase a gironi    | 0 | 0 | 3 | 1:8  |
| 2023 | Australia/ Nuova Zelanda | Fase a gironi    | 0 | 1 | 2 | 1:4  |

## Staff tecnico
| Incarico                | Nome           |
| ----------------------- | -------------- |
| Selezionatore           | Yoon Deok-yeo  |
| Assistente              | Jong Sung-chon |
| Assistente              | Kim Eun-jung   |
| Allenatore dei portieri | Kim Bum-soo    |

## Tutte le rose

### Campionato mondiale
Coppa del Mondo FIFA 20031 Jung H.J., 2 Kim Ju.He., 3 Hong K.S., 4 Kim Yu.Ji., 5 Park H.J., 6 Jin S.H., 7 Park E.S., 8 Hwang I.S., 9 Song J.H., 10 Kim Ji.He., 11 Lee J.E., 12 Kim J.M., 13 Kim Yo.Ji., 14 Han J.S., 15 Kim K.S., 16 Shin S.N., 17 Sung H.A., 18 Kim Y.M., 19 Lee M.H., 20 Yoo Y.S., CT: An J.G.
Coppa del Mondo FIFA 20151 Jun M.K., 2 Lee E.M., 3 Lim S.J., 4 Shim S.Y., 5 Kim D.Y., 6 Hwang B.R., 7 Jeon G.E., 8 Cho S.H., 9 Park E.S., 10 Ji S.y., 11 Jung S.B., 12 Yoo Y.A., 13 Kwon H.N., 14 Song S.R., 15 Park H.Y., 16 Kang Y.M., 17 Kim H.Y., 18 Kim J.M., 19 Kim S.Y., 20 Kim H.R., 21 Yoon Y.G., 22 Lee S.D., 23 Lee G.M., CT: Yoon D.Y.
Coppa del Mondo FIFA 20191 Kang G.A., 2 Lee E.M., 3 Jeong Y.A., 4 Hwang B.R., 5 Kim D.Y., 6 Lim S.J., 7 Lee M.A., 8 Cho S.H., 9 Moon M.R., 10 Ji S.Y., 11 Jung S.B., 12 Kang Y.M., 13 Yeo M.J., 14 Shin D.Y., 15 Lee Y.J., 16 Jang S.G., 17 Lee G.M., 18 Kim M.J., 19 Lee S.D., 20 Kim H.R., 21 Jung B.R., 22 Son H.Y., 23 Kang C.R., CT: Yoon D.Y.
Coppa del Mondo FIFA 20231 Yoon Y.G., 2 Choo H.J., 3 Hong H.J., 4 Shim S.Y., 5 Kim Y.J., 6 Lim S.J., 7 Son H.Y., 8 Cho S.H., 9 Lee G.M., 10 Ji S.Y., 11 Choe Y.R., 12 Moon M.R., 13 Park E.S., 14 Jeon E.H., 15 Chun G.R., 16 Jang S.G., 17 Lee Y.J., 18 Kim J.M., 19 Phair, 20 Kim H.R., 21 Ryu J.S., 22 Bae Y.B., 23 Kang C.R., CT: Bell

### Coppa d'Asia
Coppa d'Asia femminile 20101 Jun M.K., 3 Yu J.E., 6 Jeon G.E., 7 Yoo Y.A., 8 Kim H.Y., 10 Ji S.Y., 11 Park H.Y., 12 Choi S.J., 13 Kim D.Y., 14 Kwon H.N., 15 Lee Y.J., 16 Lee S.E., 18 Kim J.M., 19 Choi S.M., 20 Jung S.B., 21 Kim J.H., 22 Shin S.N., 23 Shim S.Y., 24 Cho S.H., 25 Lee E.M., 26 Lim S.J., 27 Kang S.M., 28 Kim S.Y., 29 Cha Y.H., CT: Lee S.Y.
Coppa d'Asia femminile 20141 Jun M.K., 2 Seo H.S., 3 Lee E.M., 4 Eo H.J., 5 Kim D.Y., 6 Lim S.J., 7 Jeon G.E., 8 Cho S.H., 9 Park E.S., 10 Ji S.Y., 11 Kim S.Y., 12 Yoo Y.A., 13 Kwon H.N., 14 Kim N.R., 15 Park H.Y., 16 Lee Y.J., 17 Yeo M.J., 18 Kim J.M., 19 Song S.R., 20 Kim H.R., 21 Min Y.K., 22 Lee S.D., 23 Ahn H.I., CT: Yoon D.Y.
Coppa d'Asia femminile 20181 Yoon Y.G., 2 Park C.R., 3 Kim H.Y., 4 Kim D.Y., 5 Hong H.J., 6 Lim S.J., 7 Lee M.A., 8 Cho S.H., 9 Jeon G.E., 10 Ji S.Y., 11 Jung S.B., 12 Jang S.G., 13 Lee Y.J., 14 Choe Y.R., 15 Lee S.D., 16 Han C.R., 17 Lee G.M., 18 Kang G.A., 19 Son H.Y., 20 Kim H.R., 21 Jung B.R., 22 Jang C., 23 Choi Y.S., CT: Yoon D.Y.
Coppa d'Asia femminile 20221 Yoon Y.G., 2 Choo H.J., 3 Seo J.Y., 4 Shim S.Y., 5 Hong H.J., 6 Lim S.J., 7 Lee M.A., 8 Cho S.H., 9 Yeo M.Y., 10 Ji S.Y., 11 Choe Y.R., 12 Moon M.R., 13 Lee G.M., 14 Cho M.J., 15 Park Y.E., 16 Jang S.G., 17 Lee Y.J., 18 Kim J.M., 19 Kang G.A., 20 Kim H.R., 21 Kim S.M., 22 Lee J.M., 23 Son H.Y., CT: Bell

## Organico

### Rosa
Lista delle 23 giocatrici convocate dal selezionatore Colin Bell per il campionato mondiale 2023 in programma dal 20 luglio al 20 agosto 2023. Presenze e reti al momento delle convocazioni.
| N. | Pos. | Giocatore       | Data nascita (età)          | Pres. | Reti | Squadra                     |
| -- | ---- | --------------- | --------------------------- | ----- | ---- | --------------------------- |
| 1  | P    | Yoon Young-geul | 28 ottobre 1987 (35 anni)   | 27    | 0    | Häcken                      |
| 2  | D    | Choo Hyo-joo    | 29 luglio 2000 (22 anni)    | 30    | 3    | Suwon UDC                   |
| 3  | D    | Hong Hye-ji     | 25 agosto 1996 (26 anni)    | 38    | 1    | Hyundai Red Angels          |
| 4  | D    | Shim Seo-yeon   | 15 aprile 1989 (34 anni)    | 76    | 0    | Suwon UDC                   |
| 5  | C    | Kim Yun-ji      | 1º giugno 1989 (34 anni)    | 8     | 0    | Suwon UDC                   |
| 6  | D    | Lim Seon-joo    | 27 novembre 1990 (32 anni)  | 103   | 6    | Hyundai Red Angels          |
| 7  | A    | Son Hwa-yeon    | 15 marzo 1997 (26 anni)     | 48    | 8    | Hyundai Red Angels          |
| 8  | C    | Cho So-hyun     | 24 giugno 1988 (35 anni)    | 144   | 25   | Svincolata                  |
| 9  | C    | Lee Geum-min    | 7 aprile 1994 (29 anni)     | 80    | 26   | Brighton & Hove             |
| 10 | C    | Ji So-yun       | 21 febbraio 1991 (32 anni)  | 144   | 66   | Suwon UDC                   |
| 11 | A    | Choe Yu-ri      | 16 settembre 1994 (28 anni) | 50    | 9    | Hyundai Red Angels          |
| 12 | A    | Moon Mi-ra      | 28 febbraio 1992 (31 anni)  | 29    | 16   | Suwon UDC                   |
| 13 | A    | Park Eun-sun    | 25 dicembre 1986 (36 anni)  | 42    | 20   | Seoul                       |
| 14 | C    | Jeon Eun-ha     | 28 gennaio 1993 (30 anni)   | 13    | 0    | Suwon UDC                   |
| 15 | C    | Chun Ga-ram     | 19 ottobre 2002 (20 anni)   | 4     | 0    | Hwacheon KSPO               |
| 16 | D    | Jang Sel-gi     | 31 maggio 1994 (29 anni)    | 89    | 12   | Hyundai Red Angels          |
| 17 | D    | Lee Young-ju    | 22 aprile 1992 (31 anni)    | 55    | 2    | Madrid CFF                  |
| 18 | P    | Kim Jung-mi     | 16 ottobre 1984 (38 anni)   | 135   | 0    | Hyundai Red Angels          |
| 19 | A    | Casey Phair     | 29 giugno 2007 (16 anni)    | 0     | 0    | Players Development Academy |
| 20 | D    | Kim Hye-ri      | 25 giugno 1990 (33 anni)    | 111   | 1    | Hyundai Red Angels          |
| 21 | P    | Ryu Ji-soo      | 3 settembre 1997 (25 anni)  | 0     | 0    | Seoul                       |
| 22 | C    | Bae Ye-bin      | 7 dicembre 2004 (18 anni)   | 2     | 0    | Università Uiduk            |
| 23 | A    | Kang Chae-rim   | 23 marzo 1998 (25 anni)     | 24    | 6    | Hyundai Red Angels          |

## Record individuali

### Record presenze
| #  | Nome          | Carriera Corea del Sud | Presenze |
| -- | ------------- | ---------------------- | -------- |
| 1  | Cho So-hyun   | 2007–                  | 144      |
| 1  | Ji So-yun     | 2006–                  | 144      |
| 3  | Kim Jung-mi   | 2003–                  | 135      |
| 4  | Kim Hye-ri    | 2010–                  | 111      |
| 5  | Kwon Hah-nul  | 2006–                  | 105      |
| 6  | Lim Seon-joo  | 2009–                  | 103      |
| 7  | Jeon Ga-eul   | 2007–                  | 101      |
| 8  | Lee Eun-mi    | 2007–                  | 90       |
| 9  | Jang Sel-gi   | 2013–                  | 89       |
| 10 | Yoo Young-a   | 2007–                  | 87       |
| 11 | Kim Do-yeon   | 2007–                  | 83       |
| 12 | Jung Seol-bin | 2006–                  | 82       |
| 13 | Lee Geum-min  | 2013–                  | 80       |

### Record reti
| #  | Giocatrice     | Carriera Corea del Sud | Goal | Presenze |
| -- | -------------- | ---------------------- | ---- | -------- |
| 1  | Ji So-yun      | 2006–                  | 66   | 144      |
| 2  | Jeon Ga-eul    | 2007–                  | 38   | 101      |
| 3  | Yoo Young-a    | 2007–                  | 32   | 87       |
| 4  | Cha Sung-mi    | 1994–2003              | 30   | 55       |
| 5  | Lee Geum-min   | 2013–                  | 26   | 80       |
| 6  | Cho So-hyun    | 2013–                  | 25   | 144      |
| 7  | Jung Seol-bin  | 2006–                  | 22   | 82       |
| 7  | Park Hee-young | 2005–2013              | 22   | 55       |
| 9  | Park Eun-sun   | 2003–                  | 20   | 42       |
| 10 | Lee Min-a      | 2012–                  | 17   | 76       |
| 11 | Moon Mi-ra     | 2016–                  | 16   | 29       |
| 12 | Kwon Hah-nul   | 2006–                  | 15   | 105      |
| 12 | Yeo Min-ji     | 2011–                  | 15   | 52       |
| 14 | Lee Eun-mi     | 2007–                  | 14   | 90       |